# 文森特蘭丁 (加利福尼亞州)
文森特蘭丁（英語：Vincent Landing）是位於美國加利福尼亞州馬林縣的一個非建制地區。該地的面積和人口皆未知。

## 地理
文森特蘭丁的座標為38°13′10″N 122°56′31″W / 38.21944°N 122.94194°W，而該地的平均海拔高度為6米（即20英尺）。